# Bamby Cars

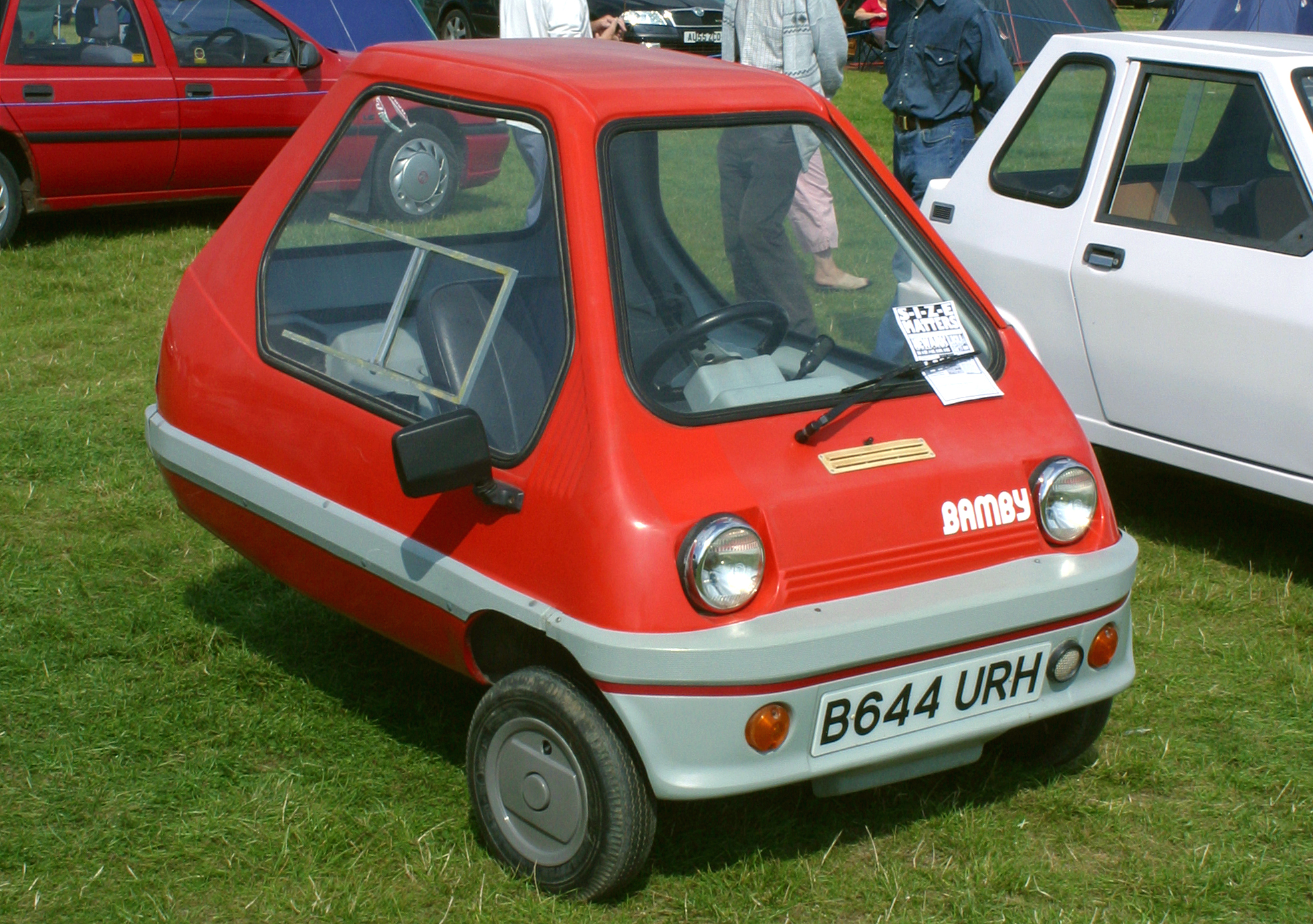
Bamby von 1984

Bamby Cars Limited war ein britischer Hersteller von Automobilen.

## Unternehmensgeschichte
Alan Evans gründete am 18. März 1982 das Unternehmen in Leeds in der Grafschaft Yorkshire. Er begann 1983 mit der Produktion von Automobilen. Der Markenname lautete Bamby. 1985 endete die Produktion. The London Gazette kündigte am 22. März 1985 an, dass am 3. April eine Gläubigerversammlung stattfinden werde. Insgesamt entstanden etwa 50 Fahrzeuge.
2011 gründete Evans Bambycars und fertigt seitdem wieder Fahrzeuge.

## Fahrzeuge
Das einzige Modell war ein einsitziger Kleinstwagen. Die Karosserie bestand aus glasfaserverstärktem Kunststoff. Eine Besonderheit war die Flügeltür, mit der die ersten Modelle ausgestattet waren. Spätere Modelle hatten eine normal angeschlagene Tür. Das Dreirad hatte ein hinteres Einzelrad. Ein Mopedmotor mit 50 cm³ Hubraum, der wahlweise von Minarelli, Suzuki oder Yamaha kam, trieb das Fahrzeug an. Das Leergewicht war mit 107 kg angegeben. Der Preis von 1389 Pfund plus Steuern war zu hoch für einen größeren Markterfolg.

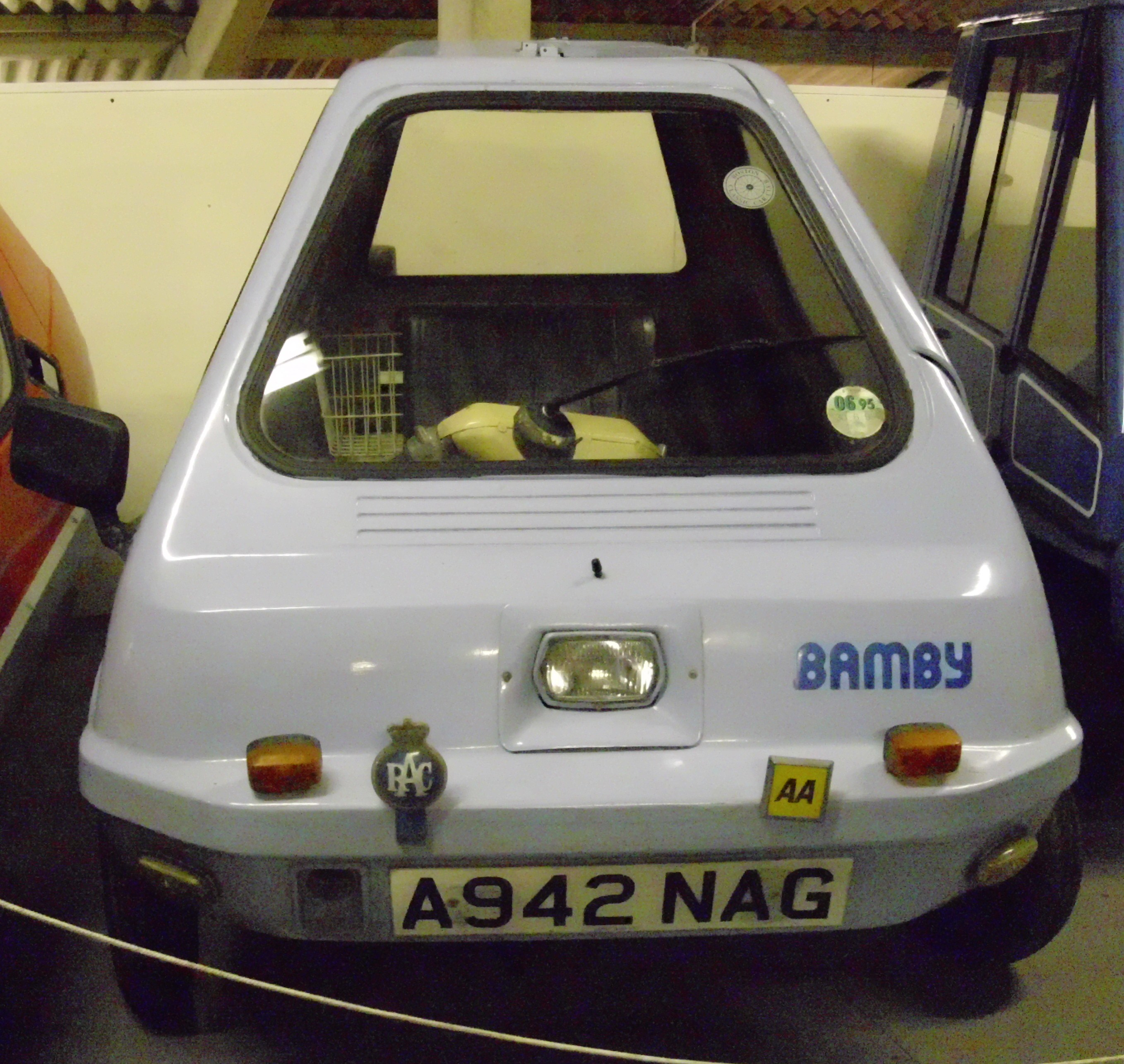
Frühe Ausführung mit nur einem Frontscheinwerfer …
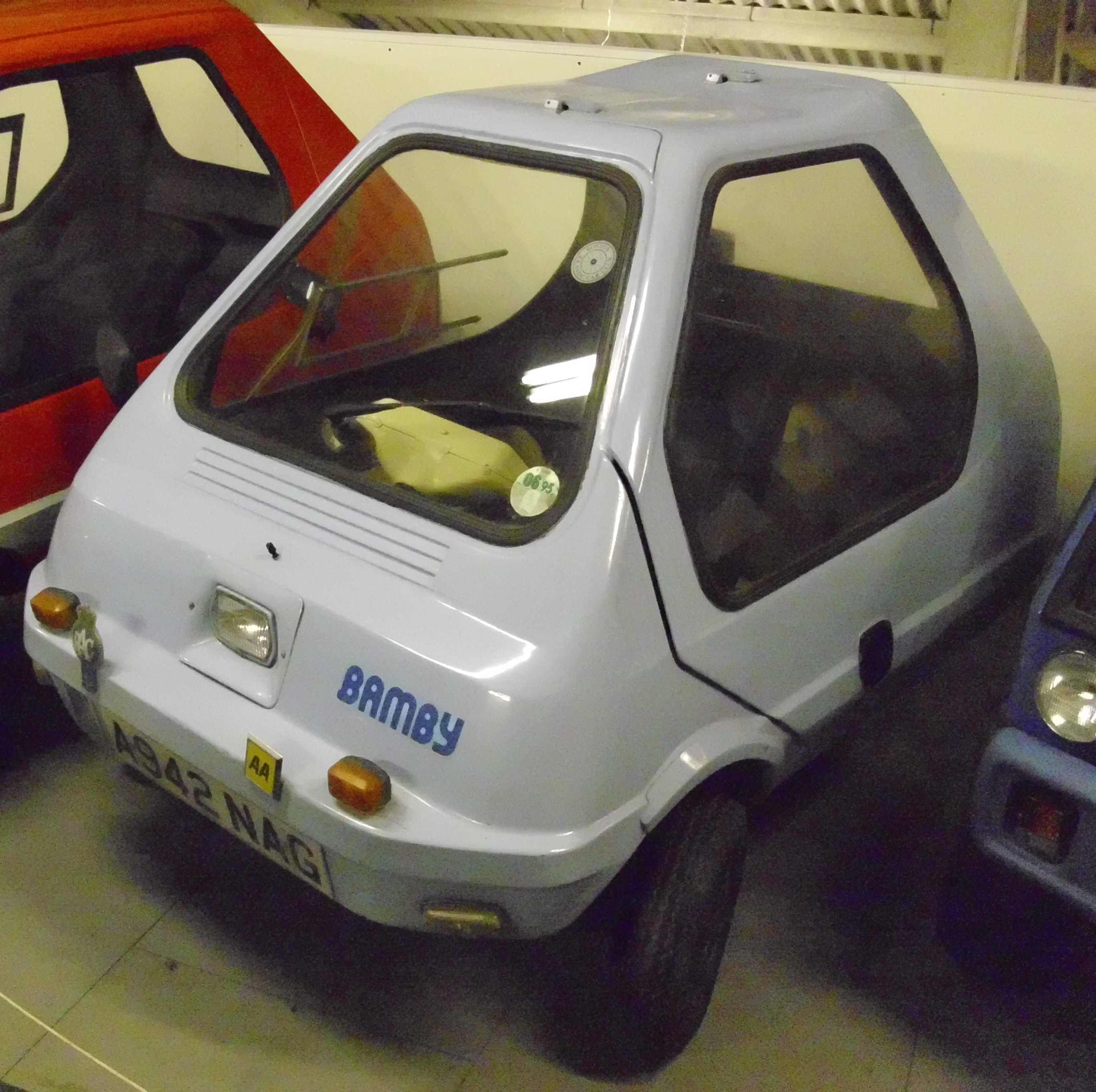
… sowie Flügeltür auf der linken Fahrzeugseite.
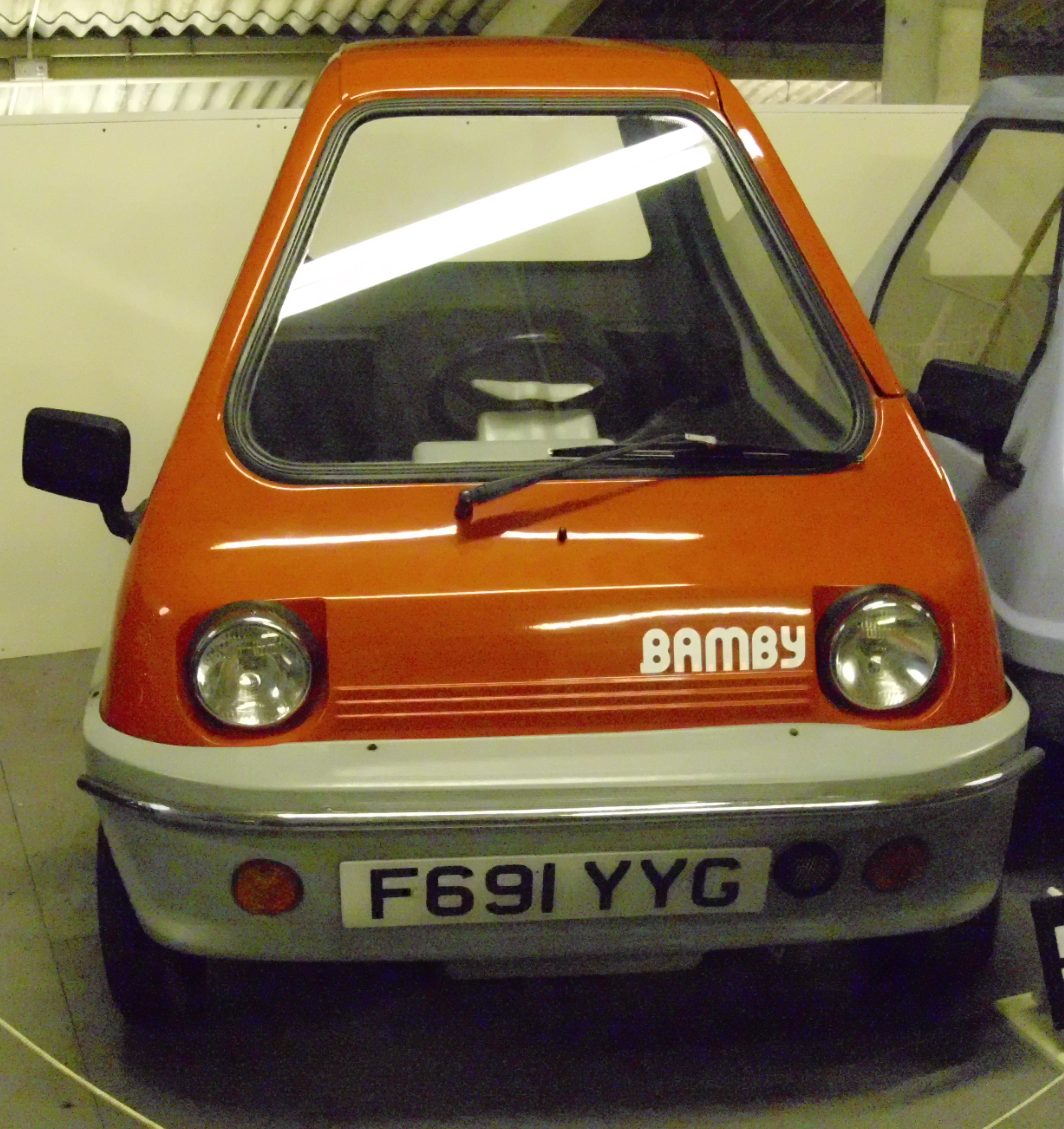
Späte Ausführung mit zwei Frontscheinwerfern …
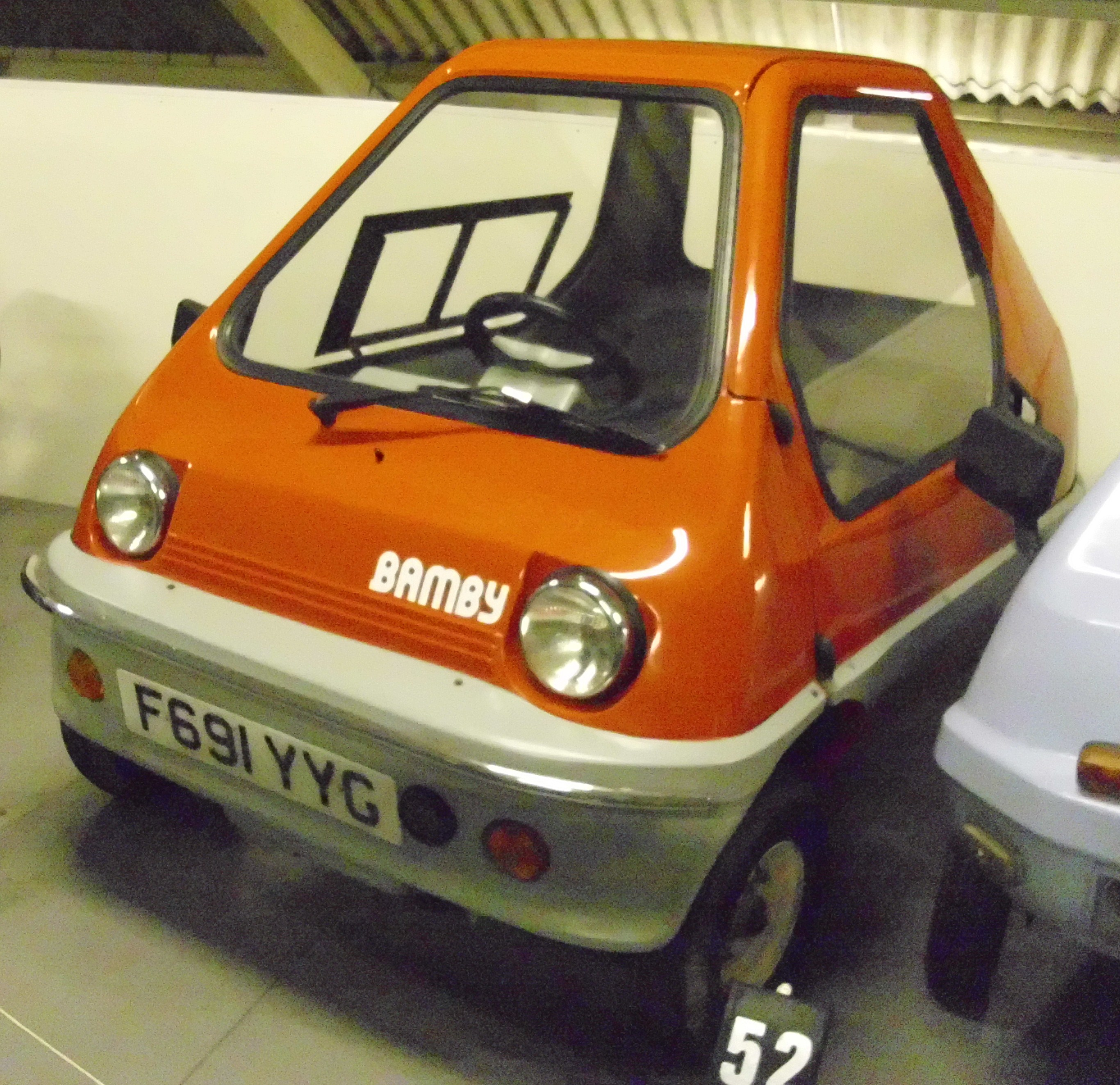
… sowie vorne angeschlagener Tür.